# Fontaines protégées aux monuments historiques en Nouvelle-Aquitaine
Cet article dresse la liste des fontaines protégées au titre des monuments historiques dans la région de la Nouvelle-Aquitaine.
| Nom                                                      | Commune                              | Département          | identifiant Mérimée   | Statut                                                 | date de protection       | coordonnées géographiques   | image |
| -------------------------------------------------------- | ------------------------------------ | -------------------- | --------------------- | ------------------------------------------------------ | ------------------------ | --------------------------- | ----- |
| fontaine François Ier                                    | Cognac                               | Charente             | IA00053086 PA00104310 | monument historique inscrit                            | 1925-02-27               | 45° 41′ 52″ N, 0° 19′ 49″ O |       |
| fontaine François Ier de Ruelle-sur-Touvre               | Ruelle-sur-Touvre                    | Charente             | PA00104478            | monument historique inscrit                            | 1925-05-19               | 45° 40′ 41″ N, 0° 13′ 27″ E |       |
| fontaine de Lupin                                        | Saint-Nazaire-sur-Charente           | Charente-Maritime    | PA00135586            | monument historique inscrit monument historique classé | 1999-02-09 et 1995-04-18 | 45° 57′ 10″ N, 1° 03′ 12″ O |       |
| fontaine du Pilori                                       | La Rochelle                          | Charente-Maritime    | PA00104882 IA17000104 | monument historique inscrit                            | 1925-03-17               | 46° 09′ 45″ N, 1° 08′ 58″ O |       |
| fontaine de la place Colbert                             | Rochefort                            | Charente-Maritime    | PA00104865            | monument historique inscrit                            | 1925-02-23               | 45° 56′ 12″ N, 0° 57′ 40″ O |       |
| fontaine du Pilori                                       | Saint-Jean-d'Angély                  | Charente-Maritime    | PA00105180            | monument historique classé                             | 1892-04-25               | 45° 56′ 39″ N, 0° 31′ 18″ O |       |
| fontaine de la Rouillasse                                | Soubise                              | Charente-Maritime    | PA17000007            | monument historique inscrit                            | 1996-10-28               | 45° 54′ 36″ N, 1° 01′ 32″ O |       |
| fontaine d'Hiers                                         | Hiers-Brouage Marennes-Hiers-Brouage | Charente-Maritime    | PA00135584            | monument historique classé                             | 1999-03-09               | 45° 50′ 56″ N, 1° 04′ 35″ O |       |
| fontaine de la place de la République                    | Le Château-d'Oléron                  | Charente-Maritime    | PA00104646            | monument historique classé                             | 1937-04-24               | 45° 53′ 11″ N, 1° 11′ 45″ O |       |
| fontaine de Naves                                        | Naves                                | Corrèze              | PA00099814            | monument historique inscrit                            | 1927-03-19               | 45° 18′ 47″ N, 1° 46′ 01″ E |       |
| fontaine d'Ahun                                          | Ahun                                 | Creuse               | PA00099983            | monument historique inscrit                            | 1926-06-15               | 46° 05′ 11″ N, 2° 02′ 43″ E |       |
| fontaine de la place Général-Espagne                     | Aubusson                             | Creuse               | PA00099992            | monument historique inscrit                            | 1926-06-15               | 45° 57′ 29″ N, 2° 10′ 22″ E |       |
| fontaine des Vallenet                                    | Aubusson                             | Creuse               | PA00099991            | monument historique inscrit                            | 1926-06-15               | 45° 57′ 24″ N, 2° 10′ 04″ E |       |
| fontaine de Bénévent-l'Abbaye                            | Bénévent-l'Abbaye                    | Creuse               | PA00100008            | monument historique inscrit                            | 1926-06-15               | 46° 07′ 06″ N, 1° 37′ 46″ E |       |
| fontaine de la Grave                                     | Bordeaux                             | Gironde              | PA00083182            | monument historique inscrit                            | 1925-05-23               | 44° 50′ 07″ N, 0° 33′ 51″ O |       |
| fontaine Amédée-Larrieu                                  | Bordeaux                             | Gironde              | PA00083180            | monument historique inscrit                            | 1975-10-29               | 44° 49′ 49″ N, 0° 34′ 53″ O |       |
| fontaine Sainte-Croix                                    | Bordeaux                             | Gironde              | PA00083183            | monument historique classé                             | 1890-09-15               | 44° 49′ 51″ N, 0° 33′ 35″ O |       |
| fontaine Saint-Projet                                    | Bordeaux                             | Gironde              | PA00083181            | monument historique classé                             | 1908-05-18               | 44° 50′ 19″ N, 0° 34′ 27″ O |       |
| fontaine Daurade                                         | Bordeaux                             | Gironde              | PA33000024            | monument historique inscrit                            | 2000-01-13               | 44° 50′ 31″ N, 0° 34′ 25″ O |       |
| fontaine, 197 rue du Tondu                               | Bordeaux                             | Gironde              | PA33000169            | monument historique inscrit                            | 2013-06-13               | 44° 49′ 49″ N, 0° 35′ 05″ O |       |
| fontaine Saint-Clair                                     | Belin-Béliet                         | Gironde              | PA00083866            | monument historique inscrit                            | 1990-01-09               | 44° 28′ 17″ N, 0° 48′ 15″ O |       |
| fontaine votive et groupe commémoratif du Pas de la Mule | Verdelais                            | Gironde              | PA33000031            | monument historique classé                             | 2010-12-14               | 44° 35′ 23″ N, 0° 14′ 47″ O |       |
| fontaine à Agen                                          | Agen                                 | Lot-et-Garonne       | PA00084300            | monument historique inscrit                            | 1992-03-02               | 44° 12′ 08″ N, 0° 36′ 47″ E |       |
| Font'Grand                                               | Clairac                              | Lot-et-Garonne       | PA47000007 IA47002259 | monument historique inscrit                            | 1996-04-19               | 44° 21′ 33″ N, 0° 22′ 50″ E |       |
| fontaine chaude                                          | Dax                                  | Landes               | PA00083940            | monument historique classé monument historique inscrit | 1988-09-09 et 1946-09-05 | 43° 42′ 39″ N, 1° 03′ 10″ O |       |
| fontaine Saint-Léon                                      | Bayonne                              | Pyrénées-Atlantiques | PA00084335            | monument historique classé                             | 1947-07-20               | 43° 29′ 12″ N, 1° 28′ 36″ O |       |
| fontaine de Ciboure                                      | Ciboure                              | Pyrénées-Atlantiques | PA00084379            | monument historique inscrit                            | 1925-06-04               | 43° 23′ 03″ N, 1° 40′ 07″ O |       |
| fontaine commémorative du millénaire de Salies-de-Béarn  | Salies-de-Béarn                      | Pyrénées-Atlantiques | PA64000008            | monument historique inscrit                            | 1996-04-19               | 43° 28′ 15″ N, 0° 55′ 30″ O |       |
| fontaine du Pont Joubert                                 | Poitiers                             | Vienne               | PA00105603            | monument historique inscrit                            | 1935-04-17               | 46° 34′ 52″ N, 0° 21′ 14″ E |       |
| fontaine des Barres                                      | Limoges                              | Haute-Vienne         | PA00100347            | monument historique inscrit                            | 1949-09-23               | 45° 50′ 00″ N, 1° 15′ 25″ E |       |
| fontaine d'Aigoulène                                     | Limoges                              | Haute-Vienne         | PA00100346            | monument historique inscrit                            | 1949-09-16               | 45° 49′ 49″ N, 1° 15′ 26″ E |       |